# مهر شیر و خورشید دوره هخامنشی
مهر شیر و خورشید دوره هخامنشی مهری است متعلق به اردشیر دوم هخامنشی یا اردشیر سوم هخامنشی است که به عنوان نشان شیر و خورشید مربوط به دوران هخامنشی و نشانگر ایرانی بودن نشان شیر و خورشید، معرفی می‌شود.

## مشخصات مهر
این نگارهٔ مهر از جنس کلسیدونی (Chalcedony) آبی به ارتفاع ۲۹ میلی‌متر می‌باشد. آمیلی کورت و کتاب تاریخ باستان دانشگاه کمبریج محل نگهداری آن را موزه آرمیتاژ در سنت پترزبورگ در تالار شرقی مربوط به آثار سکاها و یونان معرفی کرده‌اند. کتاب تاریخ باستان مهر را متعلق به قرن چهارم پیش از میلاد می‌داند. این مهر در گوری در آناپا در جنوب روسیه کشف شده‌است. اما محل ساخت آن ترکیه است و برای یک پارسی ساخته شده‌است. کاوه فرخ این اثر را به سلسله‌های ایرانی-یونانی آناتولی (کاپادوکیه، پونتوس و کوماژن) می‌داند که پس از هخامنشیان حکومت می‌کردند.

## اهمیت باستان‌شناسی مهر

### انتقال مفهوم هاله نور از میان رودان به تمدن‌های دیگر
به گفتهٔ سیمو پارپولا، استاد آشورشناسی این مهر نمونه‌ای از انتقال مفهوم هاله نور از تمدن‌های میان رودان به تمدن‌های جدیدتر است. مفهوم هاله نور مفهومی بوده‌است که سابقه‌ای هزاران ساله در میان رودان داشته‌است و از آنجا وارد تمدن‌های دیگر مانند بیزانس و مسیحیت شده‌است. رد و اثر این مفهوم را می‌توان به‌طور پیوسته از ۲۶۰۰ هزار سال پیش از میلاد مسیح مستند نمود. به‌طور سنتی در میان رودان خدایان و الاهه‌ها با هاله‌ای از نور نمایش داده می‌شدند.

### به‌عنوان استحاله الهه‌های میان رودان به آناهیتا
به نوشتهٔ کتاب تاریخ باستان دانشگاه کمبریج این مهر شاه هخامنشی را در حال پرستش الاهه‌ای نشان می‌دهد که در هاله‌ای از نور و بر پشت شیری قرار دارد. از آنجایی که این نوع نگاره به‌طور سنتی روش ترسیم گری ایشتار در میان رودان بوده‌است. این الاهه احتمالاً آناهیتا است. بگفته آمیلی کورت نیز الاهه موجود در تصویر معمولاً آناهیتا انگاشته می‌شود که مشخصات ایشتار که حیوان او شیر بود را بخود گرفته‌است.
به‌ گفتهٔ سیمو پارپولا استاد آشورشناسی، این مهر ظهور آناهیتا به شاه را نشان می‌دهد. این مهر که احتمالاً توسط هنرمندی یونانی در حاشیه دریای سیاه ساخته شده‌است. هر چند لباس و تاج آن ایرانی است اما سایر جزئیات نسخه‌ای از کارهای قدیمی تر دارد که سابقه چندین قرنی در آشور دارد. سنت چنین نگارگری‌هایی معمولاً سنتی طولانی در آشور داشته‌است و ظهور ایشتار سوار بر شیر بر شاه و یکی از خاندان سلطنتی را نشان می‌دهد. اهمیت این نشان از این جهت است که نمونه‌ای از تلفیق فرهنگ‌های گوناگون و همچنین نمونه‌ای از چگونگی انتقال اعتقادات و فرهنگ‌ها از یک تمدن به تمدنی دیگر است.
بنا بر گفتهٔ کاوه فرخ، هر چند در این مهر آثار آیین‌های ایرانی را می‌توان یافت اما این مهر تقلیدی است از آثار هنری میان رودان. کاوه فرخ این اثر را نمونه‌ای از میراث ایرانی-یونانی منطقه آناتولی می‌داند. در جایی که اشرافی از اعقاب هخامنشی و با فرهنگی ایرانی-یونانی پس از سقوط هخامنشیان بر آناتولی حکم می‌راندند.
به گفتهٔ پارپولا این مهر علاوه بر آنکه نشانگر پذیرش مفهوم هاله نور توسط ایرانیان است. نشان می‌دهد که چگونه یک الهه مهم ایرانی (آناهیتا) در یک الاهه میان رودانی ذوب می‌شود. این حل شدن همراه با پذیرش کل سیستم اعتقادی، آیین‌های مذهبی، اعتقادات و شیوه‌های هنری نمایش الهه میان رودی بوده‌است.